# Johannis de Rijke

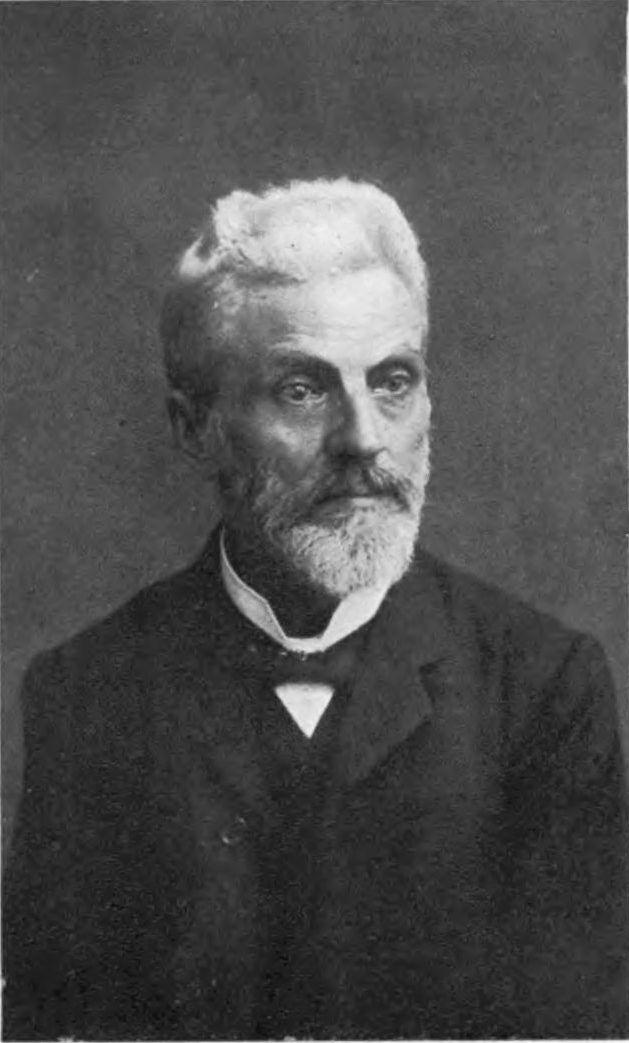
Johannis de Rijke, 1908

Johannis de Rijke (* 5. Dezember 1842 in Colijnsplaat, Noord-Beveland; † 20. Januar 1913 in Amsterdam) war ein niederländischer Wasserbauingenieur und ein ausländischer Spezialist für die Regierung Japans der Meiji-Zeit.

## Frühes Leben
Rijke wurde im Ortsteil Colijnsplaat von Noord-Beveland geboren. Er war das dritte von sieben Kindern des Bauern und Gelegenheits-Deicharbeiters Pieter de Rijke und seiner Frau Anna Catharina Liefbroer. Er trat in das niederländische Innenministerium ein, wo er unter Jacobus Lebret Mathematik, Erd- und Wasserbau lernte.

## Karriere
1865 arbeitete Rijke für Cornelis Johannes van Doorn beim Bau der Oranje-Schleuse, die die IJ von der Zuiderzee bei Schellingwoude nahe Amsterdam abtrennte. Rijke war dabei der Konstruktions-Vorarbeiter. Als van Doorn 1872 nach Japan eingeladen wurde, bat er Rijke sich ihm anzuschließen, um den neuen Hafen von Osaka zu entwerfen.

### Japan
Rijke und van Doorn, gemeinsam mit George Arnold Escher (der Vater des Grafikers M. C. Escher), erreichten Japan im September 1873. In den nächsten dreißig Jahren entwickelten diese drei Bauingenieure eine große Zahl an Hochwasserschutz- und Wasserwirtschaftsprojekten. Rijkes ersten Projekt war der Hügelerosionsschutz am Oberlauf des Yodo. Er erarbeitete Pläne zur Verbesserung des Yodo, Shōnai, Yoshino und Tama, war aber auch für die Verbesserung diverser Hafenanlagen verantwortlich wie der von Nagasaki, Hakata (Fukuoka), Ujina (Hiroshima), Tokio, Yokohama, Mikuni (Sakai) und Niigata.
Sein Wellenbrecher beim Hafen von Yokkaichi wurde von der japanischen Regierung als Wichtiges Kulturgut anerkannt.
Rijke entwickelte zudem Pläne, die Auwälder diverser japanischer Flüsse zu verbessern. Seine Vorarbeiten und Planungen führten zur Trennung der Flüsse Kiso, Nagara und Ibi bei Nagoya, auch bekannt als die „Drei Kiso-Flüsse“. Ein weiteres wichtiges Projekt war der Bau eines Tunnelkanals vom Biwa-See nach Kyōto, aber auch des Entwässerungsnetzes des Kanda.
Diese Arbeiten führten dazu, dass Rijke am 1. Januar 1891 durch kaiserlichen Erlass in das Innenministerium berufen wurde, wo er den Posten eines Vizeministers (jimujikan) bekleidete.

### China
1876 reiste Rijke nach Shanghai, um bei der Planung zur Erhöhung der Navigierbarkeit auf dem Jangtsekiang zu helfen.
1901 kehrte er nach China zurück, um an einem Projekt zum Hochwasserschutz des Gelben Fluss zu arbeiten. 1902 war er an einem Projekt zur Erhöhung der Schiffbarkeit des Huangpu Jiang beteiligt.

## Spätes Leben
Rijke starb im Alter von 70 Jahren in Amsterdam. Beigesetzt wurde er auf dem Friedhof Zorgvlied.

## Auszeichnungen
- Orden des Heiligen Schatzes: 15. Januar 1889 (4. Klasse), 19. Mai 1892 (3. Klasse); 17. Juni 1903 (2. Klasse)[4]
- Orden von Oranien-Nassau (Offizier): 13. Januar 1911.[8]
- Orden vom Niederländischen Löwen (Ritter): 17. Januar 1913.[1]
- Leopoldsorden (Ritter)[8]